# 2. Bundesliga 2020-21
La temporada 2020-21 de la 2. Bundesliga correspondió a la 47.ª edición de la Segunda División de Alemania. La fase regular comenzó a disputarse el 18 de septiembre de 2020 y terminó el 23 de mayo de 2021. El torneo originalmente estaba programado para iniciar el 31 de julio de 2020 y terminar el 16 de mayo de 2021. La temporada tenía un receso de invierno del 22 de diciembre de 2020 al 21 de enero de 2021, posteriormente se acortó dicha ventana. Dado que la temporada anterior se interrumpió durante varias semanas debido a la pandemia de COVID-19 entre el 11 de marzo y el 16 de mayo de 2020, el ente organizador tuvo considerables dudas sobre la viabilidad del modo planificado y el calendario desde principios de abril de 2020, por lo cual se reprogramó las fechas por completo.

## Sistema de competición
Participaron en la 2. Bundesliga 18 clubes que, siguiendo un calendario establecido por sorteo, se enfrentaron entre sí en dos partidos, uno en terreno propio y otro en campo contrario. El ganador de cada partido obtuvo tres puntos, el empate otorgó un punto y la derrota, cero puntos.
El torneo se disputó entre los meses de septiembre de 2020 y mayo de 2021. Al término de la temporada, los dos primeros clasificados ascendieron a la 1. Bundesliga, y el tercer clasificado disputó su ascenso con el antepenúltimo clasificado de la 1. Bundesliga. Los dos últimos descendieron a la 3. Liga y el antepenúltimo clasificado disputó su permanencia con el tercer clasificado de la 3. Liga.

## Relevo anual de clubes
| Pos  | Descendidos de la 1. Bundesliga |
| ---- | ------------------------------- |
| 17.º | Fortuna Düsseldorf              |
| 18.º | Paderborn 07                    |

| Pos | Ascendidos de la 2. Bundesliga |
| --- | ------------------------------ |
| 1.º | Arminia Bielefeld              |
| 2.º | Stuttgart                      |

| Pos  | Descendidos de la 2. Bundesliga |
| ---- | ------------------------------- |
| 17.º | Wehen Wiesbaden                 |
| 18.º | Dinamo Dresde                   |

| Pos | Ascendidos de la 3. Liga |
| --- | ------------------------ |
| 1.º | Wurzburgo Kickers        |
| 2.º | Eintracht Brunswick      |

## Clubes participantes
Equipos confirmados hasta el 11 de julio de 2020.
| Club                | Ciudad                  | Estadio                        | Aforo  |
| ------------------- | ----------------------- | ------------------------------ | ------ |
| SV Darmstadt 98     | Darmstadt               | Merck-Stadion am Böllenfalltor | 16 500 |
| Eintracht Brunswick | Brunswick               | Eintracht-Stadion              | 25 540 |
| Fortuna Düsseldorf  | Düsseldorf              | Merkur Spiel-Arena             | 54 600 |
| Hannover 96         | Hannover                | HDI-Arena                      | 49 000 |
| FC Heidenheim       | Heidenheim an der Brenz | Voith-Arena                    | 15 000 |
| Holstein Kiel       | Kiel                    | Holstein-Stadion               | 11 522 |
| Jahn Ratisbona      | Ratisbona               | Jahnstadion Regensburg         | 15 224 |
| FC Núremberg        | Núremberg               | Max-Morlock-Stadion            | 46 780 |
| Greuther Fürth      | Fürth                   | Sportpark Ronhof Thomas Sommer | 18 000 |
| Hamburgo SV         | Hamburgo                | Volksparkstadion               | 57 000 |
| Karlsruher SC       | Karlsruhe               | Wildparkstadion                | 32 306 |
| SC Paderborn 07     | Paderborn               | Benteler-Arena                 | 15 000 |
| VfL Osnabrück       | Osnabrück               | Stadion an der Bremer Brücke   | 16 667 |
| SV Sandhausen       | Sandhausen              | Hardtwaldstadion               | 12 100 |
| VfL Bochum          | Bochum                  | Vonovia Ruhrstadion            | 30 748 |
| FC San Pauli        | Hamburgo                | Millerntor-Stadion             | 29 546 |
| FC Erzgebirge Aue   | Aue                     | Sparkassen-Erzgebirgsstadion   | 16 000 |
| Wurzburgo Kickers   | Wurzburgo               | Flyeralarm-Arena               | 14 500 |

### Equipos por estados federados
| Región                      | N.º | Equipos                                                             |
| --------------------------- | --- | ------------------------------------------------------------------- |
| Baviera                     | 4   | SpVgg Greuther Fürth, Jahn Ratisbona, Núremberg y Wurzburgo Kickers |
| Renania del Norte-Westfalia | 3   | VfL Bochum, Fortuna Düsseldorf y Paderborn 07                       |
| Baja Sajonia                | 3   | Hannover 96, VfL Osnabrück y Eintracht Brunswick                    |
| Baden-Württemberg           | 3   | Heidenheim, SV Sandhausen y Karlsruher                              |
| Hamburgo                    | 2   | FC San Pauli y Hamburgo SV                                          |
| Sajonia                     | 1   | Erzgebirge Aue                                                      |
| Hesse                       | 1   | Darmstadt 98                                                        |
| Schleswig-Holstein          | 1   | Holstein Kiel                                                       |

## Clasificación
| Pos. | Equipo                  | Pts. | PJ | G  | E  | P  | GF | GC | Dif. | Clasificación 2021-22                |
| ---- | ----------------------- | ---- | -- | -- | -- | -- | -- | -- | ---- | ------------------------------------ |
| 1    | Bochum (C)              | 67   | 34 | 21 | 4  | 9  | 66 | 39 | +27  | Asciende a 1. Bundesliga             |
| 2    | Greuther Fürth          | 64   | 34 | 18 | 10 | 6  | 69 | 44 | +25  | Asciende a 1. Bundesliga             |
| 3    | Holstein Kiel           | 62   | 34 | 18 | 8  | 8  | 57 | 35 | +22  | Promoción de ascenso a 1. Bundesliga |
| 4    | Hamburgo                | 58   | 34 | 16 | 10 | 8  | 71 | 44 | +27  |                                      |
| 5    | Fortuna Düsseldorf      | 56   | 34 | 16 | 8  | 10 | 55 | 46 | +9   |                                      |
| 6    | Karlsruher              | 52   | 34 | 14 | 10 | 10 | 51 | 44 | +7   |                                      |
| 7    | Darmstadt 98            | 51   | 34 | 15 | 6  | 13 | 63 | 55 | +8   |                                      |
| 8    | Heidenheim              | 51   | 34 | 15 | 6  | 13 | 49 | 49 | 0    |                                      |
| 9    | Paderborn 07            | 47   | 34 | 12 | 11 | 11 | 53 | 45 | +8   |                                      |
| 10   | San Pauli               | 47   | 34 | 13 | 8  | 13 | 51 | 56 | −5   |                                      |
| 11   | Núremberg               | 44   | 34 | 11 | 11 | 12 | 46 | 51 | −5   |                                      |
| 12   | Erzgebirge Aue          | 44   | 34 | 12 | 8  | 14 | 44 | 53 | −9   |                                      |
| 13   | Hannover 96             | 42   | 34 | 12 | 6  | 16 | 53 | 51 | +2   |                                      |
| 14   | Jahn Ratisbona          | 38   | 34 | 9  | 11 | 14 | 37 | 50 | −13  |                                      |
| 15   | Sandhausen              | 34   | 34 | 10 | 4  | 20 | 41 | 60 | −19  |                                      |
| 16   | Osnabrück (D)           | 33   | 34 | 9  | 6  | 19 | 35 | 58 | −23  | Promoción de descenso a 3. Liga      |
| 17   | Eintracht Brunswick (D) | 31   | 34 | 7  | 10 | 17 | 30 | 59 | −29  | Desciende a 3. Liga                  |
| 18   | Wurzburgo Kickers (D)   | 25   | 34 | 6  | 7  | 21 | 37 | 69 | −32  | Desciende a 3. Liga                  |

 Fuente: Soccerway
Criterios de clasificación: 1) Puntos; 2) Diferencia de goles; 3) Goles marcados

## Evolución de las posiciones
- Actualizado el 23 de mayo de 2021.

| Jornada / Equipo | 1  | 2  | 3  | 4  | 5  | 6  | 7  | 8  | 9  | 10 | 11 | 12 | 13 | 14 | 15 | 16 | 17 | 18 | 19 | 20 | 21 | 22 | 23 | 24 | 25 | 26 | 27 | 28 | 29 | 30 | 31 | 32 | 33 | 34 |
| Jornada / Equipo |    |    |    |    |    |    |    |    |    |    |    |    |    |    |    |    |    |    |    |    |    |    |    |    |    |    |    |    |    |    |    |    |    |    |
| ---------------- | -- | -- | -- | -- | -- | -- | -- | -- | -- | -- | -- | -- | -- | -- | -- | -- | -- | -- | -- | -- | -- | -- | -- | -- | -- | -- | -- | -- | -- | -- | -- | -- | -- | -- |
| Bochum           | 8  | 5  | 5  | 10 | 5  | 2  | 6  | 4  | 2  | 3  | 3  | 4  | 4  | 4  | 2  | 2  | 2  | 2  | 2  | 2  | 2  | 2  | 1  | 1  | 1  | 1  | 1  | 1  | 1  | 1  | 1  | 1  | 1  | 1  |
| Greuther Fürth   | 11 | 12 | 13 | 16 | 9  | 5  | 3  | 2  | 1  | 2  | 2  | 3  | 3  | 3  | 4  | 5  | 5  | 5  | 4  | 4  | 4  | 4  | 3  | 4  | 3  | 3  | 3  | 3  | 2  | 2  | 2  | 3  | 3  | 2  |
| Holstein Kiel    | 6  | 7  | 1  | 1  | 2  | 3  | 4  | 5  | 4  | 1  | 1  | 1  | 1  | 2  | 3  | 4  | 3  | 3  | 3  | 3  | 3  | 3  | 2  | 2  | 4  | 4  | 4  | 4  | 5  | 6  | 4  | 2  | 2  | 3  |
| Hamburgo         | 5  | 1  | 3  | 2  | 1  | 1  | 1  | 1  | 3  | 4  | 4  | 2  | 2  | 1  | 1  | 1  | 1  | 1  | 1  | 1  | 1  | 1  | 4  | 3  | 2  | 2  | 2  | 2  | 3  | 3  | 3  | 4  | 5  | 4  |
| Düsseldorf       | 14 | 11 | 14 | 13 | 16 | 12 | 13 | 8  | 12 | 11 | 7  | 5  | 5  | 5  | 5  | 3  | 4  | 4  | 6  | 7  | 7  | 6  | 7  | 7  | 6  | 6  | 5  | 6  | 6  | 4  | 5  | 5  | 4  | 5  |
| Karlsruher       | 17 | 17 | 18 | 17 | 15 | 17 | 15 | 9  | 8  | 5  | 9  | 10 | 14 | 10 | 8  | 6  | 7  | 6  | 5  | 5  | 5  | 5  | 5  | 5  | 5  | 5  | 6  | 7  | 8  | 8  | 8  | 9  | 7  | 6  |
| Darmstadt 98     | 13 | 14 | 10 | 11 | 12 | 8  | 10 | 14 | 11 | 14 | 14 | 14 | 10 | 12 | 13 | 14 | 14 | 13 | 12 | 13 | 12 | 14 | 14 | 13 | 12 | 12 | 12 | 12 | 12 | 11 | 10 | 10 | 8  | 7  |
| Heidenheim       | 3  | 9  | 11 | 12 | 13 | 16 | 11 | 12 | 9  | 7  | 6  | 7  | 8  | 7  | 10 | 7  | 8  | 10 | 10 | 10 | 8  | 8  | 6  | 6  | 7  | 7  | 7  | 5  | 4  | 5  | 6  | 6  | 6  | 8  |
| Paderborn 07     | 15 | 16 | 15 | 14 | 14 | 9  | 5  | 3  | 7  | 10 | 12 | 13 | 11 | 13 | 11 | 10 | 10 | 9  | 9  | 9  | 10 | 10 | 10 | 11 | 9  | 10 | 11 | 9  | 9  | 9  | 9  | 8  | 10 | 9  |
| San Pauli        | 7  | 3  | 9  | 7  | 8  | 11 | 17 | 17 | 17 | 17 | 17 | 17 | 17 | 17 | 17 | 17 | 15 | 16 | 15 | 14 | 13 | 11 | 11 | 10 | 11 | 11 | 8  | 8  | 7  | 7  | 7  | 7  | 9  | 10 |
| Núremberg        | 9  | 6  | 12 | 9  | 11 | 15 | 16 | 10 | 13 | 12 | 8  | 9  | 7  | 11 | 12 | 12 | 12 | 14 | 14 | 12 | 14 | 12 | 13 | 14 | 14 | 14 | 13 | 13 | 14 | 13 | 13 | 12 | 12 | 11 |
| Erzgebirge Aue   | 1  | 2  | 8  | 3  | 6  | 10 | 9  | 7  | 6  | 8  | 10 | 6  | 6  | 6  | 7  | 9  | 9  | 7  | 8  | 8  | 9  | 9  | 9  | 9  | 10 | 8  | 9  | 10 | 10 | 12 | 11 | 11 | 13 | 12 |
| Hannover 96      | 2  | 8  | 2  | 4  | 3  | 6  | 7  | 11 | 14 | 13 | 13 | 11 | 12 | 9  | 6  | 8  | 6  | 8  | 7  | 6  | 6  | 7  | 8  | 8  | 8  | 9  | 10 | 11 | 11 | 10 | 12 | 13 | 11 | 13 |
| Jahn Ratisbona   | 12 | 13 | 7  | 5  | 4  | 7  | 8  | 13 | 10 | 9  | 11 | 12 | 13 | 14 | 14 | 13 | 13 | 11 | 11 | 11 | 11 | 13 | 12 | 12 | 13 | 13 | 14 | 14 | 13 | 14 | 14 | 14 | 14 | 14 |
| Sandhausen       | 4  | 10 | 4  | 6  | 7  | 13 | 12 | 15 | 15 | 15 | 15 | 16 | 16 | 16 | 15 | 15 | 16 | 17 | 16 | 16 | 16 | 17 | 16 | 17 | 17 | 17 | 17 | 17 | 17 | 17 | 15 | 15 | 15 | 15 |
| Osnabrück        | 10 | 4  | 6  | 8  | 10 | 4  | 2  | 6  | 5  | 6  | 5  | 8  | 9  | 8  | 9  | 11 | 11 | 12 | 13 | 15 | 15 | 15 | 15 | 16 | 16 | 16 | 15 | 16 | 16 | 16 | 17 | 17 | 16 | 16 |
| Brunswick        | 16 | 15 | 17 | 15 | 17 | 14 | 14 | 16 | 16 | 16 | 16 | 15 | 15 | 15 | 16 | 16 | 17 | 15 | 17 | 17 | 17 | 16 | 17 | 15 | 15 | 15 | 16 | 15 | 15 | 15 | 16 | 16 | 17 | 17 |
| Wurzburgo        | 18 | 18 | 16 | 18 | 18 | 18 | 18 | 18 | 18 | 18 | 18 | 18 | 18 | 18 | 18 | 18 | 18 | 18 | 18 | 18 | 18 | 18 | 18 | 18 | 18 | 18 | 18 | 18 | 18 | 18 | 18 | 18 | 18 | 18 |

| 1. 2. 3. 4. 5. 6. 7. 8. 9. 10. 11. 12. |

## Resultados
- Los horarios corresponden al huso horario de Alemania (Hora central europea): UTC+1 en horario estándar y UTC+2 en horario de verano.

### Primera vuelta
| Hamburgo          | 2 - 1 | Fortuna Düsseldorf  | Volksparstadion          | 18 de septiembre | 18:30 |
| Jahn Ratisbona    | 1 - 1 | Núremberg           | Jahnstadion Regensburg   | 18 de septiembre | 18:30 |
| Hannover 96       | 2 - 0 | Karlsruher          | HDI-Arena                | 19 de septiembre | 13:00 |
| Sandhausen        | 3 - 2 | Darmstadt 98        | BWT-Stadion am Hardtwald | 19 de septiembre | 13:00 |
| Wurzburgo Kickers | 0 - 3 | Erzgebirge Aue      | Flyeralarm-Arena         | 19 de septiembre | 13:00 |
| Heidenheim        | 2 - 0 | Eintracht Brunswick | Voith-Arena              | 20 de septiembre | 13:30 |
| Greuther Fürth    | 1 - 1 | Osnabrück           | Sportpark Ronhof T. S.   | 20 de septiembre | 13:30 |
| Holstein Kiel     | 1 - 0 | Paderborn 07        | Holstein-Stadion         | 20 de septiembre | 13:30 |
| Bochum            | 2 - 2 | San Pauli           | Vonovia Ruhrstadion      | 21 de septiembre | 20:30 |

| Erzgebirge Aue      | 1 - 1 | Greuther Fürth    | Erzgebirgsstadion              | 25 de septiembre | 18:30 |
| Osnabrück           | 2 - 1 | Hannover 96       | Bremer Brücke                  | 25 de septiembre | 18:30 |
| Fortuna Düsseldorf  | 1 - 0 | Wurzburgo Kickers | Merkur Spiel-Arena             | 26 de septiembre | 13:00 |
| Darmstadt 98        | 0 - 0 | Jahn Ratisbona    | Merck-Stadion am Böllenfalltor | 26 de septiembre | 13:00 |
| Eintracht Brunswick | 0 - 0 | Holstein Kiel     | Eintracht-Stadion              | 26 de septiembre | 13:00 |
| San Pauli           | 4 - 2 | Heidenheim        | Millerntor-Stadion             | 27 de septiembre | 13:30 |
| Karlsruher          | 0 - 1 | Bochum            | Wildparkstadion                | 27 de septiembre | 13:30 |
| Núremberg           | 1 - 0 | Sandhausen        | Max-Morlock-Stadion            | 27 de septiembre | 13:30 |
| Paderborn 07        | 3 - 4 | Hamburgo          | Benteler-Arena                 | 28 de septiembre | 20:30 |

| Bochum            | 0 - 0 | Osnabrück           | Vonovia Ruhrstadion      | 2 de octubre  | 18:30 |
| Sandhausen        | 1 - 0 | San Pauli           | BWT-Stadion am Hardtwald | 2 de octubre  | 18:30 |
| Heidenheim        | 0 - 0 | Paderborn 07        | Voith-Arena              | 3 de octubre  | 13:30 |
| Hannover 96       | 4 - 1 | Eintracht Brunswick | HDI-Arena                | 3 de octubre  | 13:30 |
| Jahn Ratisbona    | 1 - 0 | Karlsruher          | Jahnstadion Regensburg   | 3 de octubre  | 13:30 |
| Holstein Kiel     | 2 - 1 | Fortuna Düsseldorf  | Holstein-Stadion         | 4 de octubre  | 13:30 |
| Wurzburgo Kickers | 2 - 2 | Greuther Fürth      | Flyeralarm-Arena         | 4 de octubre  | 13:30 |
| Núremberg         | 2 - 3 | Darmstadt 98        | Max-Morlock-Stadion      | 5 de octubre  | 20:30 |
| Hamburgo          | 3 - 0 | Erzgebirge Aue      | Volksparkstadion         | 21 de octubre | 18:30 |

| Greuther Fürth      | 0 - 1 | Hamburgo       | Sportpark Ronhof T. S. | 17 de octubre | 13:00 |
| Karlsruher          | 3 - 0 | Sandhausen     | Wildparkstadion        | 17 de octubre | 13:00 |
| Eintracht Brunswick | 2 - 1 | Bochum         | Eintracht-Stadion      | 17 de octubre | 13:00 |
| Fortuna Düsseldorf  | 2 - 2 | Jahn Ratisbona | Merkur Spiel-Arena     | 18 de octubre | 13:30 |
| Paderborn 07        | 1 - 0 | Hannover 96    | Benteler-Arena         | 18 de octubre | 13:30 |
| Erzgebirge Aue      | 2 - 1 | Heidenheim     | Erzgebirgsstadion      | 18 de octubre | 13:30 |
| Wurzburgo Kickers   | 0 - 2 | Holstein Kiel  | Flyeralarm-Arena       | 18 de octubre | 13:30 |
| San Pauli           | 2 - 2 | Núremberg      | Millerntor-Stadion     | 19 de octubre | 20:30 |
| Osnabrück           | 1 - 1 | Darmstadt 98   | Bremer Brücke          | 28 de octubre | 18:30 |

| Jahn Ratisbona | 3 - 0 | Eintracht Brunswick | Jahnstadion Regensburg         | 23 de octubre | 18:30 |
| Núremberg      | 1 - 1 | Karlsruher          | Max-Morlock-Stadion            | 23 de octubre | 18:30 |
| Hamburgo       | 3 - 1 | Wurzburgo Kickers   | Volksparkstadion               | 24 de octubre | 13:00 |
| Darmstadt 98   | 2 - 2 | San Pauli           | Merck-Stadion am Böllenfalltor | 24 de octubre | 13:00 |
| Hannover 96    | 3 - 0 | Fortuna Düsseldorf  | HDI-Arena                      | 24 de octubre | 13:00 |
| Holstein Kiel  | 1 - 3 | Greuther Fürth      | Holstein-Stadion               | 24 de octubre | 13:00 |
| Heidenheim     | 1 - 1 | Osnabrück           | Voith-Arena                    | 25 de octubre | 13:30 |
| Bochum         | 2 - 0 | Erzgebirge Aue      | Vonovia Ruhrstadion            | 25 de octubre | 13:30 |
| Sandhausen     | 1 - 1 | Paderborn 07        | BWT-Stadion am Hardtwald       | 25 de octubre | 13:30 |

| Fortuna Düsseldorf  | 1 - 0 | Heidenheim     | Merkur Spiel-Arena     | 30 de octubre  | 18:30 |
| Hamburgo            | 2 - 2 | San Pauli      | Volksparkstadion       | 30 de octubre  | 18:30 |
| Paderborn 07        | 3 - 1 | Jahn Ratisbona | Benteler-Arena         | 31 de octubre  | 13:00 |
| Erzgebirge Aue      | 1 - 1 | Holstein Kiel  | Erzgebirgsstadion      | 31 de octubre  | 13:00 |
| Osnabrück           | 2 - 1 | Sandhausen     | Bremer Brücke          | 31 de octubre  | 13:00 |
| Eintracht Brunswick | 3 - 2 | Núremberg      | Eintracht-Stadion      | 31 de octubre  | 13:00 |
| Greuther Fürth      | 4 - 1 | Hannover 96    | Sportpark Ronhof T. S. | 1 de noviembre | 13:30 |
| Karlsruher          | 3 - 4 | Darmstadt 98   | Wildparkstadion        | 1 de noviembre | 13:30 |
| Wurzburgo Kickers   | 2 - 3 | Bochum         | Flyeralarm-Arena       | 1 de noviembre | 13:30 |

| Heidenheim     | 4 - 1 | Wurzburgo Kickers   | Voith-Arena                    | 6 de noviembre | 18:30 |
| Sandhausen     | 2 - 2 | Eintracht Brunswick | BWT-Stadion am Hardtwald       | 6 de noviembre | 18:30 |
| Hannover 96    | 0 - 0 | Erzgebirge Aue      | HDI-Arena                      | 7 de noviembre | 13:00 |
| Bochum         | 0 - 2 | Greuther Fürth      | Vonovia Ruhrstadion            | 7 de noviembre | 13:00 |
| Núremberg      | 1 - 1 | Fortuna Düsseldorf  | Max-Morlock-Stadion            | 7 de noviembre | 13:00 |
| Darmstadt 98   | 0 - 4 | Paderborn 07        | Merck-Stadion am Böllenfalltor | 8 de noviembre | 13:30 |
| Jahn Ratisbona | 2 - 4 | Osnabrück           | Jahnstadion Regensburg         | 8 de noviembre | 13:30 |
| San Pauli      | 0 - 3 | Karlsruher          | Millerntor-Stadion             | 8 de noviembre | 13:30 |
| Holstein Kiel  | 1 - 1 | Hamburgo            | Holstein-Stadion               | 9 de noviembre | 20:30 |

| Fortuna Düsseldorf  | 1 - 0 | Sandhausen     | Merkur Spiel-Arena     | 21 de noviembre | 13:00 |
| Paderborn 07        | 2 - 0 | San Pauli      | Benteler-Stadion       | 21 de noviembre | 13:00 |
| Holstein Kiel       | 2 - 2 | Heidenheim     | Holstein-Stadion       | 21 de noviembre | 13:00 |
| Eintracht Brunswick | 1 - 3 | Karlsruher     | Eintracht-Stadion      | 21 de noviembre | 13:00 |
| Hamburgo            | 1 - 3 | Bochum         | Volksparkstadion       | 22 de noviembre | 13:30 |
| Erzgebirge Aue      | 3 - 0 | Darmstadt 98   | Erzgebirgsstadion      | 22 de noviembre | 13:30 |
| Greuther Fürth      | 3 - 1 | Jahn Ratisbona | Sportpark Ronhof T. S. | 22 de noviembre | 13:30 |
| Wurzburgo Kickers   | 2 - 1 | Hannover 96    | Flyeralarm-Arena       | 22 de noviembre | 13:30 |
| Osnabrück           | 1 - 4 | Núremberg      | Bremer Brücke          | 23 de noviembre | 20:30 |

| Darmstadt 98   | 4 - 0 | Eintracht Brunswick | Merck-Stadion am Böllenfalltor | 27 de noviembre | 18:30 |
| San Pauli      | 0 - 1 | Osnabrück           | Millerntor-Stadion             | 27 de noviembre | 18:30 |
| Sandhausen     | 1 - 4 | Erzgebirge Aue      | BWT-Stadion am Hardtwald       | 28 de noviembre | 13:00 |
| Jahn Ratisbona | 2 - 1 | Wurzburgo Kickers   | Jahnstadion Regensburg         | 28 de noviembre | 13:00 |
| Karlsruher     | 1 - 0 | Paderborn 07        | Wildparkstadion                | 28 de noviembre | 13:00 |
| Heidenheim     | 3 - 2 | Hamburgo            | Voith-Arena                    | 29 de noviembre | 13:30 |
| Hannover 96    | 0 - 3 | Holstein Kiel       | HDI-Arena                      | 29 de noviembre | 13:30 |
| Núremberg      | 2 - 3 | Greuther Fürth      | Max-Morlock-stadion            | 29 de noviembre | 13:30 |
| Bochum         | 5 - 0 | Fortuna Düsseldorf  | Vonovia Ruhrstadion            | 30 de noviembre | 20:30 |

| Fortuna Düsseldorf  | 3 - 2 | Darmstadt 98   | Merkur Spiel-Arena     | 4 de diciembre | 18:30 |
| Holstein Kiel       | 3 - 1 | Bochum         | Holstein-Stadion       | 4 de diciembre | 18:30 |
| Hamburgo            | 0 - 1 | Hannover 96    | Volksparkstadion       | 5 de diciembre | 13:00 |
| Greuther Fürth      | 0 - 1 | Heidenheim     | Sportpark Ronhof T. S. | 5 de diciembre | 13:00 |
| Osnabrück           | 1 - 2 | Karlsruher     | Bremer Brücke          | 5 de diciembre | 13:00 |
| Eintracht Brunswick | 2 - 1 | San Pauli      | Eintracht-Stadion      | 5 de diciembre | 13:00 |
| Paderborn 07        | 0 - 2 | Núremberg      | Benteler-Arena         | 6 de diciembre | 13:30 |
| Erzgebirge Aue      | 0 - 2 | Jahn Ratisbona | Erzgebirgsstadion      | 6 de diciembre | 13:30 |
| Wurzburgo Kickers   | 2 - 3 | Sandhausen     | Flyeralarm-Arena       | 6 de diciembre | 13:30 |

| Bochum              | 3 - 0 | Paderborn 07       | Vonovia Ruhrstadion            | 11 de diciembre | 18:30 |
| Sandhausen          | 0 - 3 | Greuther Fürth     | BWT-Stadion am Hardtwald       | 11 de diciembre | 18:30 |
| Heidenheim          | 1 - 0 | Hannover 96        | Voith-Arena                    | 12 de diciembre | 13:00 |
| Darmstadt 98        | 1 - 2 | Hamburgo           | Merck-Stadion am Böllenfalltor | 12 de diciembre | 13:00 |
| Jahn Ratisbona      | 2 - 3 | Hosltein Kiel      | Jahnstadion Regensburg         | 12 de diciembre | 13:00 |
| San Pauli           | 2 - 2 | Erzgebirge Aue     | Millerntor-Stadion             | 13 de diciembre | 13:30 |
| Karlsruher          | 1 - 2 | Fortuna Düsseldorf | Wildparkstadion                | 13 de diciembre | 13:30 |
| Núremberg           | 2 - 1 | Wurzburgo Kickers  | Max-Morlock-Stadion            | 13 de diciembre | 13:30 |
| Eintracht Brunswick | 0 - 2 | Osnabrück          | Eintracht-Stadion              | 13 de diciembre | 13:30 |

| Heidenheim         | 0 - 0 | Jahn Ratisbona      | Voith-Arena            | 15 de diciembre | 18:30 |
| Hamburgo           | 4 - 0 | Sandhausen          | Volksparkstadion       | 15 de diciembre | 18:30 |
| Hannover 96        | 2 - 0 | Bochum              | HDI-Arena              | 15 de diciembre | 18:30 |
| Greuther Fürth     | 0 - 4 | Darmstadt 98        | Sportpark Ronhof T. S. | 15 de diciembre | 18:30 |
| Fortuna Düsseldorf | 3 - 0 | Osnabrück           | Merkur Spiel-Arena     | 16 de diciembre | 18:30 |
| Paderborn 07       | 2 - 2 | Eintracht Brunswick | Benteler-Arena         | 16 de diciembre | 18:30 |
| Holstein Kiel      | 1 - 0 | Núremberg           | Holstein-Stadion       | 16 de diciembre | 18:30 |
| Erzgebirge Aue     | 4 - 1 | Karlsruher          | Erzgebirgsstadion      | 17 de diciembre | 20:30 |
| Wurzburgo Kickers  | 1 - 1 | San Pauli           | Flyeralarm-Arena       | 6 de enero      | 18:30 |

| Bochum              | 3 - 0 | Heidenheim         | Vonovia Ruhrstadion            | 18 de diciembre | 18:30 |
| Jahn Ratisbona      | 0 - 0 | Hannover 96        | Jahnstadion Regensburg         | 18 de diciembre | 18:30 |
| Darmstadt 98        | 2 - 0 | Wurzburgo Kickers  | Merck-Stadion am Böllenfalltor | 19 de diciembre | 13:00 |
| Osnabrück           | 0 - 1 | Paderborn 07       | Bremer Brücke                  | 19 de diciembre | 13:00 |
| Eintracht Brunswick | 0 - 3 | Greuther Fürth     | Eintracht-Stadion              | 19 de diciembre | 13:00 |
| Sandhausen          | 0 - 2 | Holstein Kiel      | BWT-Stadion am Hardtwald       | 20 de diciembre | 13:30 |
| San Pauli           | 0 - 3 | Fortuna Düsseldorf | Millerntor-Stadion             | 20 de diciembre | 13:30 |
| Núremberg           | 1 - 0 | Erzgebirge Aue     | Max-Morlock-Stadion            | 20 de diciembre | 13:30 |
| Karlsruher          | 1 - 2 | Hamburgo           | Wildparkstadion                | 21 de diciembre | 20:30 |

| Heidenheim         | 2 - 0 | Núremberg           | Voith-Arena            | 2 de enero | 13:00 |
| Bochum             | 2 - 1 | Darmstadt 98        | Vonovia Ruhrstadion    | 2 de enero | 13:00 |
| Wurzburgo Kickers  | 2 - 4 | Karlsruher          | Flyeralarm-Arena       | 2 de enero | 13:00 |
| Hamburgo           | 3 - 1 | Jahn Ratisbona      | Volksparkstadion       | 3 de enero | 13:30 |
| Hannover 96        | 4 - 0 | Sandhausen          | HDI-Arena              | 3 de enero | 13:30 |
| Erzgebirge Aue     | 3 - 1 | Eintracht Brunswick | Erzgebirgsstadion      | 3 de enero | 13:30 |
| Greuther Fürth     | 2 - 1 | San Pauli           | Sportpark Ronhof T. S. | 3 de enero | 13:30 |
| Holstein Kiel      | 1 - 2 | Osnabrück           | Holstein-Stadion       | 3 de enero | 13:30 |
| Fortuna Düsseldorf | 2 - 1 | Paderborn 07        | Merkur Spiel-Arena     | 4 de enero | 20:30 |

| Sandhausen          | 4 - 0 | Heidenheim         | BWT-Stadion am Hardtwald       | 8 de enero  | 18:30 |
| Karlsruher          | 3 - 2 | Greuther Fürth     | Wildparkstadion                | 8 de enero  | 18:30 |
| Osnabrück           | 2 - 3 | Wurzburgo Kickers  | Bremer Brücke                  | 9 de enero  | 13:00 |
| San Pauli           | 1 - 1 | Holstein Kiel      | Millerntor-Stadion             | 9 de enero  | 13:00 |
| Núremberg           | 1 - 1 | Hamburgo           | Max-Morlock-Stadion            | 9 de enero  | 13:00 |
| Paderborn 07        | 2 - 1 | Erzgebirge Aue     | Benteler-Arena                 | 10 de enero | 13:30 |
| Darmstadt 98        | 1 - 2 | Hannover 96        | Merck-Stadion am Böllenfalltor | 10 de enero | 13:30 |
| Jahn Ratisbona      | 0 - 2 | Bochum             | Jahnstadion Regensburg         | 10 de enero | 13:30 |
| Eintracht Brunswick | 0 - 0 | Fortuna Düsseldorf | Eintracht-Stadion              | 11 de enero | 20:30 |

| Greuther Fürth    | 1 - 1 | Paderborn 07        | Sportpark Ronhof T. S. | 15 de enero | 18:30 |
| Wurzburgo Kickers | 0 - 0 | Eintracht Brunswick | Flyeralarm-Arena       | 15 de enero | 18:30 |
| Hannover 96       | 2 - 3 | San Pauli           | HDI-Arena              | 16 de enero | 13:00 |
| Erzgebirge Aue    | 0 - 3 | Fortuna Düsseldorf  | Erzgebirgsstadion      | 16 de enero | 13:00 |
| Bochum            | 3 - 1 | Núremberg           | Vonovia Ruhrstadion    | 16 de enero | 13:00 |
| Heidenheim        | 3 - 0 | Darmstadt 98        | Voith-Arena            | 17 de enero | 13:30 |
| Holstein Kiel     | 2 - 3 | Karlsruher          | Holstein-Stadion       | 17 de enero | 13:30 |
| Jahn Ratisbona    | 3 - 1 | Sandhausen          | Jahnstadion Regensburg | 17 de enero | 13:30 |
| Hamburgo          | 5 - 0 | Osnabrück           | Volksparkstadion       | 18 de enero | 20:30 |

| Fortuna Düsseldorf  | 3 - 3 | Greuther Fürth    | Merkur Spiel-Arena             | 22 de enero | 18:30 |
| Osnabrück           | 0 - 1 | Erzgebirge Aue    | Bremer Brücke                  | 22 de enero | 18:30 |
| Paderborn 07        | 1 - 0 | Wurzburgo Kickers | Benteler-Arena                 | 23 de enero | 13:00 |
| Karlsruher          | 1 - 1 | Heidenheim        | Wildparkstadion                | 23 de enero | 13:00 |
| Eintracht Brunswick | 2 - 4 | Hamburgo          | Eintracht-Stadion              | 23 de enero | 13:00 |
| Darmstadt 98        | 0 - 2 | Holstein Kiel     | Merck-Stadion am Böllenfalltor | 24 de enero | 13:30 |
| Sandhausen          | 1 - 1 | Bochum            | BWT-Stadion am Hardtwald       | 24 de enero | 13:30 |
| San Pauli           | 2 - 0 | Jahn Ratisbona    | Millerntor-Stadion             | 24 de enero | 13:30 |
| Núremberg           | 2 - 5 | Hannover 96       | Max-Morlock-Stadion            | 24 de enero | 13:30 |

### Segunda vuelta
| Erzgebirge Aue      | 2 - 1 | Wurzburgo Kickers | Erzgebirgsstadion              | 26 de enero | 18:30 |
| Fortuna Düsseldorf  | 0 - 0 | Hamburgo          | Merkur Spiel-Arena             | 26 de enero | 20:30 |
| Osnabrück           | 0 - 1 | Greuther Fürth    | Bremer Brücke                  | 26 de enero | 20:30 |
| Eintracht Brunswick | 1 - 0 | Heidenheim        | Eintracht-Stadion              | 26 de enero | 20:30 |
| Darmstadt 98        | 2 - 1 | Sandhausen        | Merck-Stadion am Böllenfalltor | 27 de enero | 18:30 |
| Paderborn 07        | 1 - 1 | Holstein Kiel     | Benteler-Arena                 | 27 de enero | 20:30 |
| Karlsruher          | 1 - 0 | Hannover 96       | Wildparkstadion                | 27 de enero | 20:30 |
| Núremberg           | 0 - 1 | Jahn Ratisbona    | Max-Morlock-Stadion            | 27 de enero | 20:30 |
| San Pauli           | 2 - 3 | Bochum            | Millerntor-Stadion             | 28 de enero | 20:30 |

| Greuther Fürth    | 3 - 0 | Erzgebirge Aue      | Sportpark Ronhof T. S.   | 29 de enero  | 18:30 |
| Wurzburgo Kickers | 2 - 1 | Fortuna Düsseldorf  | Flyeralarm-Arena         | 29 de enero  | 18:30 |
| Hamburgo          | 3 - 1 | Paderborn 07        | Volkparkstadion          | 30 de enero  | 13:00 |
| Holstein Kiel     | 3 - 1 | Eintracht Brunswick | Holstein-Stadion         | 30 de enero  | 13:00 |
| Jahn Ratisbona    | 1 - 1 | Darmstadt 98        | Jahnstadion Regensburg   | 30 de enero  | 13:00 |
| Heidenheim        | 3 - 4 | San Pauli           | Voith-Arena              | 31 de enero  | 13:30 |
| Bochum            | 1 - 2 | Karlsruher          | Vonovia Ruhrstadion      | 31 de enero  | 13:30 |
| Sandhausen        | 2 - 0 | Núremberg           | BWT-Stadion am Hardtwald | 31 de enero  | 13:30 |
| Hannover 96       | 1 - 0 | Osnabrück           | HDI-Arena                | 1 de febrero | 20:30 |

| Erzgebirge Aue      | 3 - 3 | Hamburgo          | Erzgebirgsstadion              | 5 de febrero  | 18:30 |
| San Pauli           | 2 - 1 | Sandhausen        | Millerntor-Stadion             | 5 de febrero  | 18:30 |
| Darmstadt 98        | 1 - 2 | Núremberg         | Merck-Stadion am Böllenfalltor | 6 de febrero  | 13:00 |
| Osnabrück           | 1 - 2 | Bochum            | Bremer Brücke                  | 6 de febrero  | 13:00 |
| Eintracht Brunswick | 1 - 2 | Hannover 96       | Eintracht-Stadion              | 6 de febrero  | 13:00 |
| Greuther Fürth      | 4 - 1 | Wurzburgo Kickers | Sportpark Ronhof T. S.         | 7 de febrero  | 13:30 |
| Karlsruher          | 0 - 0 | Jahn Ratisbona    | Wildparkstadion                | 7 de febrero  | 13:30 |
| Fortuna Düsseldorf  | 0 - 2 | Holstein Kiel     | Merkur Spiel-Arena             | 8 de febrero  | 20:30 |
| Paderborn 07        | 2 - 2 | Heidenheim        | Benteler-Arena                 | 23 de febrero | 18:30 |

| Hannover 96    | 0 - 0 | Paderborn 07        | HDI-Arena                      | 12 de febrero | 18:30 |
| Holstein Kiel  | 1 - 0 | Wurzburgo Kickers   | Holstein-Stadion               | 12 de febrero | 18:30 |
| Heidenheim     | 2 - 0 | Erzgebirge Aue      | Voith-Arena                    | 13 de febrero | 13:00 |
| Hamburgo       | 0 - 0 | Greuther Fürth      | Volksparkstadion               | 13 de febrero | 13:00 |
| Sandhausen     | 2 - 3 | Karlsruher          | BWT-Stadion am Hardtwald       | 13 de febrero | 13:00 |
| Jahn Ratisbona | 1 - 1 | Fortuna Düsseldorf  | Jahnstadion Regensburg         | 13 de febrero | 13:00 |
| Darmstadt 98   | 1 - 0 | Osnabrück           | Merck-Stadion am Böllenfalltor | 14 de febrero | 13:30 |
| Bochum         | 2 - 0 | Eintracht Brunswick | Vonovia Ruhrstadion            | 14 de febrero | 13:30 |
| Núremberg      | 1 - 2 | San Pauli           | Max-Morlock-Stadion            | 14 de febrero | 13:30 |

| Erzgebirge Aue      | 1 - 0 | Bochum         | Erzgebirgsstadion      | 19 de febrero | 18:30 |
| Eintracht Brunswick | 2 - 0 | Jahn Ratisbona | Eintracht-Stadion      | 19 de febrero | 18:30 |
| Paderborn 07        | 2 - 1 | Sandhausen     | Benteler-Arena         | 20 de febrero | 13:00 |
| Osnabrück           | 1 - 2 | Heidenheim     | Bremer Brücke          | 20 de febrero | 13:00 |
| San Pauli           | 3 - 2 | Darmstadt 98   | Millerntor-Stadion     | 20 de febrero | 13:00 |
| Fortuna Düsseldorf  | 3 - 2 | Hannover 96    | Merkur Spiel-Arena     | 21 de febrero | 13:30 |
| Karlsruher          | 0 - 1 | Núremberg      | Wildparkstadion        | 21 de febrero | 13:30 |
| Wurzburgo Kickers   | 3 - 2 | Hamburgo       | Flyeralarm-Arena       | 21 de febrero | 13:30 |
| Greuther Fürth      | 2 - 1 | Holstein Kiel  | Sportpark Ronhof T. S. | 22 de febrero | 20:30 |

| Darmstadt 98   | 0 - 1 | Karlsruher          | Merck-Stadion am Böllenfalltor | 26 de febrero | 18:30 |
| Jahn Ratisbona | 1 - 0 | Paderborn 07        | Jahnstadion Regensburg         | 26 de febrero | 18:30 |
| Hannover 96    | 2 - 2 | Greuther Fürth      | HDI-Arena                      | 27 de febrero | 13:00 |
| Bochum         | 3 - 0 | Wurzburgo Kickers   | Vonovia Ruhrstadion            | 27 de febrero | 13:00 |
| Holstein Kiel  | 1 - 0 | Erzgebirge Aue      | Holstein-Stadion               | 27 de febrero | 13:00 |
| Heidenheim     | 3 - 2 | Fortuna Düsseldorf  | Voith-Arena                    | 28 de febrero | 13:30 |
| Sandhausen     | 3 - 0 | Osnabrück           | BWT-Stadion am Hardtwald       | 28 de febrero | 13:30 |
| Núremberg      | 0 - 0 | Eintracht Brunswick | Max-Morlock-Stadion            | 28 de febrero | 13:30 |
| San Pauli      | 1 - 0 | Hamburgo            | Millerntor-Stadion             | 1 de marzo    | 20:30 |

| Paderborn 07        | 2 - 3 | Darmstadt 98   | Benteler-Arena         | 5 de marzo  | 18:30 |
| Wurzburgo Kickers   | 1 - 2 | Heidenheim     | Flyeralarm-Arena       | 5 de marzo  | 18:30 |
| Erzgebirge Aue      | 1 - 1 | Hannover 96    | Erzgebirgsstadion      | 6 de marzo  | 13:00 |
| Greuther Fürth      | 1 - 2 | Bochum         | Sportpark Ronhof T. S. | 6 de marzo  | 13:00 |
| Karlsruher          | 0 - 0 | San Pauli      | Wildparkstadion        | 6 de marzo  | 13:00 |
| Fortuna Düsseldorf  | 3 - 1 | Núremberg      | Merkur Spiel-Arena     | 7 de marzo  | 13:30 |
| Eintracht Brunswick | 1 - 0 | Sandhausen     | Eintracht-Stadion      | 7 de marzo  | 13:30 |
| Hamburgo            | 1 - 1 | Holstein Kiel  | Volkparkstadion        | 8 de marzo  | 20:30 |
| Osnabrück           | 0 - 1 | Jahn Ratisbona | Bremer Brücke          | 14 de abril | 18:30 |

| Bochum         | 0 - 2 | Hamburgo            | Vonovia Ruhrstadion            | 12 de marzo | 18:30 |
| Darmstadt 98   | 4 - 1 | Erzgebirge Aue      | Merck-Stadion am Böllenfalltor | 13 de marzo | 13:00 |
| Sandhausen     | 0 - 0 | Fortuna Düsseldorf  | BWT-Stadion am Hardtwald       | 13 de marzo | 13:00 |
| Karlsruher     | 0 - 0 | Eintracht Brunswick | Wildparkstadion                | 14 de marzo | 13:30 |
| Núremberg      | 1 - 1 | Osnabrück           | Max-Morlock-Stadion            | 14 de marzo | 13:30 |
| San Pauli      | 0 - 2 | Paderborn 07        | Millerntor-Stadion             | 15 de marzo | 20:30 |
| Jahn Ratisbona | 1 - 2 | Greuther Fürth      | Jahnstadion Regensburg         | 17 de marzo | 18:30 |
| Heidenheim     | 1 - 0 | Holstein Kiel       | Voith-Arena                    | 6 de abril  | 18:30 |
| Hannover 96    | 1 - 2 | Wurzburgo Kickers   | HDI-Arena                      | 8 de abril  | 18:30 |

| Paderborn 07        | 2 - 2 | Karlsruher     | Benteler-Arena         | 19 de marzo | 18:30 |
| Hamburgo            | 2 - 0 | Heidenheim     | Volkparkstadion        | 20 de marzo | 13:00 |
| Erzgebirge Aue      | 2 - 0 | Sandhausen     | Erzgebirgsstadion      | 20 de marzo | 13:00 |
| Eintracht Brunswick | 1 - 1 | Darmstadt 98   | Eintracht-Stadion      | 20 de marzo | 13:00 |
| Greuther Fürth      | 2 - 2 | Núremberg      | Sportpark Ronhof T. S. | 21 de marzo | 13:30 |
| Osnabrück           | 1 - 2 | San Pauli      | Bremer Brücke          | 21 de marzo | 13:30 |
| Wurzburgo Kickers   | 1 - 1 | Jahn Ratisbona | Flyeralarm-Arena       | 21 de marzo | 13:30 |
| Fortuna Düsseldorf  | 0 - 3 | Bochum         | Merkur Spiel-Arena     | 22 de marzo | 20:30 |
| Holstein Kiel       | 1 - 0 | Hannover 96    | Holstein-Stadion       | 10 de mayo  | 18:00 |

| Bochum         | 2 - 1 | Holstein Kiel       | Vonovia Ruhrstadion            | 3 de abril | 13:00 |
| Karlsruher     | 0 - 1 | Osnabrück           | Wildparkstadion                | 3 de abril | 13:00 |
| Heidenheim     | 0 - 1 | Greuther Fürth      | Voith-Arena                    | 3 de abril | 13:00 |
| Núremberg      | 2 - 1 | Paderborn 07        | Max-Morlock-Stadion            | 4 de abril | 13:30 |
| Darmstadt 98   | 1 - 2 | Fortuna Düsseldorf  | Merck-Stadion am Böllenfalltor | 4 de abril | 13:30 |
| Hannover 96    | 3 - 3 | Hamburgo            | HDI-Arena                      | 4 de abril | 13:30 |
| Sandhausen     | 1 - 0 | Wurzburgo Kickers   | BWT-Stadion am Hardtwald       | 4 de abril | 13:30 |
| Jahn Ratisbona | 1 - 1 | Erzgebirge Aue      | Jahnstadion Regensburg         | 4 de abril | 13:30 |
| San Pauli      | 2 - 0 | Eintracht Brunswick | Millerntor-Stadion             | 5 de abril | 20:30 |

| Hamburgo           | 1 - 2 | Darmstadt 98        | Volkparkstadion        | 9 de abril  | 18:30 |
| Paderborn 07       | 3 - 0 | Bochum              | Benteler-Arena         | 10 de abril | 13:00 |
| Erzgebirge Aue     | 1 - 3 | San Pauli           | Erzgebirgsstadion      | 10 de abril | 13:00 |
| Hannover 96        | 1 - 3 | Heidenheim          | HDI-Arena              | 11 de abril | 13:30 |
| Wurzburgo Kickers  | 1 - 1 | Núremberg           | Flyeralarm-Arena       | 11 de abril | 13:30 |
| Osnabrück          | 0 - 4 | Eintracht Brunswick | Bremer Brücke          | 11 de abril | 13:30 |
| Greuther Fürth     | 3 - 2 | Sandhausen          | Sportpark Ronhof T. S. | 28 de abril | 18:30 |
| Fortuna Düsseldorf | 3 - 2 | Karlsruher          | Merkur Spiel-Arena     | 3 de mayo   | 20:30 |
| Holstein Kiel      | 3 - 2 | Jahn Ratisbona      | Holstein-Stadion       | 13 de mayo  | 15:30 |

| Darmstadt 98        | 2 - 2 | Greuther Fürth     | Merck-Stadion am Böllenfalltor | 16 de abril | 18:30 |
| Eintracht Brunswick | 0 - 0 | Paderborn 07       | Eintracht-Stadion              | 16 de abril | 18:30 |
| San Pauli           | 4 - 0 | Wurzburgo Kickers  | Millerntor-Stadion             | 17 de abril | 13:00 |
| Bochum              | 4 - 3 | Hannover 96        | Vonovia Ruhrstadion            | 18 de abril | 13:30 |
| Jahn Ratisbona      | 0 - 3 | Heidenheim         | Jahnstadion Regensburg         | 18 de abril | 13:30 |
| Osnabrück           | 0 - 3 | Fortuna Düsseldorf | Bremer Brücke                  | 18 de abril | 13:30 |
| Sandhausen          | 2 - 1 | Hamburgo           | BWT-Stadion am Hardtwald       | 22 de abril | 20:30 |
| Karlsruher          | 0 - 0 | Erzgebirge Aue     | Wildparkstadion                | 26 de abril | 18:00 |
| Núremberg           | 1 - 1 | Holstein Kiel      | Max-Morlock-Stadion            | 27 de abril | 18:30 |

| Erzgebirge Aue     | 0 - 1 | Núremberg           | Erzgebirgsstadion      | 20 de abril | 18:30 |
| Greuther Fürth     | 3 - 0 | Eintracht Brunswick | Sportpark Ronhof T. S. | 20 de abril | 18:30 |
| Wurzburgo Kickers  | 1 - 3 | Darmstadt 98        | Flyeralarm-Arena       | 20 de abril | 18:30 |
| Paderborn 07       | 2 - 2 | Osnabrück           | Benteler-Arena         | 21 de abril | 18:30 |
| Heidenheim         | 0 - 2 | Bochum              | Voith-Arena            | 21 de abril | 18:30 |
| Hannover 96        | 3 - 1 | Jahn Ratisbona      | HDI-Arena              | 21 de abril | 18:30 |
| Fortuna Düsseldorf | 2 - 0 | San Pauli           | Merkur-Spiel Arena     | 21 de abril | 18:30 |
| Hamburgo           | 1 - 1 | Karlsruher          | Volksparkstadion       | 29 de abril | 18:30 |
| Holstein Kiel      | 2 - 0 | Sandhausen          | Holstein-Stadion       | 4 de mayo   | 18:30 |

| Karlsruher          | 2 - 2 | Wurzburgo Kickers  | Wildparkstadion                | 23 de abril | 18:30 |
| Eintracht Brunswick | 0 - 2 | Erzgebirge Aue     | Eintracht-Stadion              | 23 de abril | 18:30 |
| Osnabrück           | 1 - 3 | Holstein Kiel      | Bremer Brücke                  | 24 de abril | 13:00 |
| Núremberg           | 3 - 1 | Heidenheim         | Max-Morlock-Stadion            | 24 de abril | 13:00 |
| Paderborn 07        | 2 - 1 | Fortuna Düsseldorf | Benteler-Arena                 | 24 de abril | 13:00 |
| Sandhausen          | 4 - 2 | Hannover 96        | BWT-Stadion am Hardtwald       | 25 de abril | 13:30 |
| Jahn Ratisbona      | 1 - 1 | Hamburgo           | Jahnstadion Regensburg         | 25 de abril | 13:30 |
| San Pauli           | 2 - 1 | Greuther Fürth     | Millerntor-Stadion             | 25 de abril | 13:30 |
| Darmstadt 98        | 3 - 1 | Bochum             | Merck-Stadion am Böllenfalltor | 26 de abril | 20:30 |

| Hannover 96        | 1 - 2 | Darmstadt 98        | HDI-Arena              | 7 de mayo  | 18:30 |
| Holstein Kiel      | 4 - 0 | San Pauli           | Holstein-Stadion       | 7 de mayo  | 18:30 |
| Fortuna Düsseldorf | 2 - 2 | Eintracht Brunswick | Merkur-Spiel Arena     | 8 de mayo  | 13:00 |
| Greuther Fürth     | 2 - 2 | Karlsruher          | Sportpark Ronhof T. S. | 8 de mayo  | 13:00 |
| Wurzburgo Kickers  | 1 - 3 | Osnabrück           | Flyeralarm-Arena       | 8 de mayo  | 13:00 |
| Heidenheim         | 2 - 1 | Sandhausen          | Voith-Arena            | 9 de mayo  | 13:30 |
| Erzgebirge Aue     | 3 - 8 | Paderborn 07        | Erzgebirgsstadion      | 9 de mayo  | 13:30 |
| Bochum             | 5 - 1 | Jahn Ratisbona      | Vonovia Ruhrstadion    | 9 de mayo  | 13:30 |
| Hamburgo           | 5 - 2 | Núremberg           | Volksparkstadion       | 10 de mayo | 20:30 |

| Fortuna Düsseldorf  | 3 - 0 | Erzgebirge Aue    | Merkur-Spiel Arena             | 16 de mayo | 15:30 |
| Paderborn 07        | 2 - 4 | Greuther Fürth    | Benteler-Arena                 | 16 de mayo | 15:30 |
| Darmstadt 98        | 5 - 1 | Heidenheim        | Merck-Stadion am Böllenfalltor | 16 de mayo | 15:30 |
| Sandhausen          | 2 - 0 | Jahn Ratisbona    | BWT-Stadion am Hardtwald       | 16 de mayo | 15:30 |
| Osnabrück           | 3 - 2 | Hamburgo          | Bremer Brücke                  | 16 de mayo | 15:30 |
| San Pauli           | 1 - 2 | Hannover 96       | Millerntor-Stadion             | 16 de mayo | 15:30 |
| Karlsruher          | 3 - 2 | Holstein Kiel     | Wildparkstadion                | 16 de mayo | 15:30 |
| Núremberg           | 1 - 1 | Bochum            | Max-Morlock-Stadion            | 16 de mayo | 15:30 |
| Eintracht Brunswick | 1 - 2 | Wurzburgo Kickers | Eintracht-Stadion              | 16 de mayo | 15:30 |

| Heidenheim        | 1 - 2 | Karlsruher          | Voith-Arena            | 23 de mayo | 15:30 |
| Hamburgo          | 4 - 0 | Eintracht Brunswick | Volksparkstadion       | 23 de mayo | 15:30 |
| Hannover 96       | 1 - 2 | Núremberg           | HDI-Arena              | 23 de mayo | 15:30 |
| Erzgebirge Aue    | 2 - 1 | Osnabrück           | Erzgebirgsstadion      | 23 de mayo | 15:30 |
| Bochum (C)        | 3 - 1 | Sandhausen          | Vonovia Ruhrstadion    | 23 de mayo | 15:30 |
| Greuther Fürth    | 3 - 2 | Fortuna Düsseldorf  | Sportpark Ronhof T. S. | 23 de mayo | 15:30 |
| Holstein Kiel     | 2 - 3 | Darmstadt 98        | Holstein-Stadion       | 23 de mayo | 15:30 |
| Jahn Ratisbona    | 3 - 0 | San Pauli           | Jahnstadion Regensburg | 23 de mayo | 15:30 |
| Wurzburgo Kickers | 1 - 1 | Paderborn 07        | Flyeralarm-Arena       | 23 de mayo | 15:30 |

### Campeón
|                                                  |
|                                                  |
| Bochum 4.° título Asciende a la 1. Bundesliga    |
| También asciende Greuther Fürth como subcampeón. |

## Play-offs de ascenso y descenso
Los horarios corresponden al huso horario de Alemania (Hora central europea): UTC+2 en horario de verano.

### Partido por el ascenso
- Holstein Kiel perdió en el resultado global con un marcador de 2−5, por tanto mantuvo la permanencia en la 2. Bundesliga para la siguiente temporada.

### Partido por el descenso
- Osnabrück perdió en el resultado global con un marcador de 3−4, por tanto descendió a la 3. Liga para la siguiente temporada.

## Estadísticas
| Jugador         | Equipo               | Goles | Partidos | Penalti | Media |
| --------------- | -------------------- | ----- | -------- | ------- | ----- |
| Serdar Dursun   | SV Darmstadt 98      | 27    | 33       | 4       | 0.81  |
| Simon Terodde   | Hamburgo SV          | 24    | 33       | 4       | 0.72  |
| Marvin Ducksch  | Hannover 96          | 16    | 34       | 3       | 0.47  |
| Branimir Hrgota | SpVgg Greuther Fürth | 16    | 31       | 4       | 0.51  |
| Dennis Srbeny   | SC Paderborn 07      | 16    | 34       | 6       | 0.47  |
| Simon Zoller    | VfL Bochum           | 15    | 32       | 0       | 0.47  |
| Robert Žulj     | VfL Bochum           | 15    | 31       | 3       | 0.48  |
| Chris Führich   | SC Paderborn 07      | 13    | 34       | 1       | 0.38  |
| Andreas Albers  | SSV Jahn Ratisbona   | 13    | 34       | 2       | 0.38  |
| Kevin Behrens   | SV Sandhausen        | 13    | 32       | 4       | 0.40  |

| Jugador            | Equipo               | Asistencias | Partidos |
| ------------------ | -------------------- | ----------- | -------- |
| Robert Žulj        | VfL Bochum           | 13          | 31       |
| David Raum         | SpVgg Greuther Fürth | 13          | 34       |
| Pascal Testroet    | FC Erzgebirge Aue    | 10          | 33       |
| Manuel Wintzheimer | Hamburgo SV          | 9           | 32       |
| Marco Meyerhöfer   | SpVgg Greuther Fürth | 9           | 33       |
| Sebastian Kerk     | VfL Osnabrück        | 9           | 34       |
| Paul Seguin        | SpVgg Greuther Fürth | 8           | 33       |
| Marvin Ducksch     | Hannover 96          | 7           | 34       |

| Jugador         | Equipo              | Amonestaciones | Partidos |
| --------------- | ------------------- | -------------- | -------- |
| Erik Wekesser   | SSV Jahn Ratisbona  | 14             | 30       |
| Jérôme Gondorf  | Karlsruher SC       | 11             | 32       |
| Nicolai Rapp    | SV Darmstadt 98     | 10             | 29       |
| Dominik Wydra   | Eintracht Brunswick | 10             | 28       |
| Anthony Losilla | VfL Bochum          | 10             | 32       |
| Cristian Gamboa | VfL Bochum          | 10             | 29       |

| Jugador         | Equipo              | Expulsiones | Partidos |
| --------------- | ------------------- | ----------- | -------- |
| Benedikt Gimber | SSV Jahn Ratisbona  | 2           | 22       |
| Nicolai Rapp    | SV Darmstadt 98     | 1           | 29       |
| Dominik Wydra   | Eintracht Brunswick | 1           | 28       |
| Jamilu Collins  | SC Paderborn 07     | 1           | 24       |